# 風流一代
《風流一代》（英語：Caught by the Tides）是一部2024年賈樟柯編導的一部中國大陸劇情電影，由赵涛、李竺斌、潘劍林、蘭周、周游、茂濤、仁科主演。影片入選第77屆坎城影展正式競賽單元角逐金棕櫚獎，定於2024年5月18日全球首映。2024年10月25日，正式定檔於2024年11月22日在中國大陸上映。

## 角色
- 赵涛 飾 巧巧
- 李竺斌 飾 斌哥
- 潘劍林 飾 老潘
- 蘭周
- 周游 飾 小周
- 茂濤 飾 廣場歌手
- 仁科 飾 廣場歌手

## 製作
《風流一代》從2001年起開始斷斷續續拍攝，並根據《任逍遙》（2002）、《三峽好人》（2006）拍攝時留存的素材，加上目前拍攝的一些新鏡頭，共同剪輯而成，直至2020年才開始剪輯。最初命名為《拿數位攝影機的人》。使用過去作品畫面素材的決定是在新冠肺炎爆發時所產生的。當賈重溫二十年的畫面素材時，其中部分素材是作為不同技術實驗而拍攝，而非捕捉特定的場景，並意識到將這些鏡頭重新用作新電影素材的可能性。

## 發行
入選第77屆坎城影展正式競賽單元角逐金棕櫚獎，定於2024年5月18日全球首映。影片亦陸續受邀入選第49屆多倫多影展特別展映單元、第62屆紐約影展主展映單元、第29屆釜山國際電影節星光首映單元、第27屆台北電影節影迷新宇宙單元。
影片正式定檔於2024年11月22日在中國大陸上映。

## 迴響

### 評價
在評論匯總網站爛番茄給出了98%新鮮度（60條評論），網站共識寫道：“《風流一代》作為一部私密的史詩，以憂鬱的清晰度捕捉了時間的流逝，可能是導演賈樟柯和主演趙濤迄今為止最深刻的合作”。Metacritic給出87/100的平均分（24條評論），表示“普遍好評”。

### 獎項
| 年份 | 頒獎單位         | 獎項         | 入圍者       | 結果 | 來源   |
| ---- | ---------------- | ------------ | ------------ | ---- | ------ |
| 2024 | 第77屆坎城影展   | 金棕櫚獎     | 《風流一代》 | 提名 | [ 15 ] |
| 2024 | 第48屆聖保羅影展 | 最佳國際影片 | 《風流一代》 | 獲獎 | [ 16 ] |
| 2024 | 第49屆多倫多影展 | 特別貢獻獎   | 趙濤         | 獲獎 | [ 17 ] |

## 片源泄漏
2024年11月7日，贾樟柯于社交媒体发文“【一个请求】两个星期以来，心情沉重复杂。在《风流一代》定档前一天，网絡上开始有盗版流出。电影在上映前流出盗版，对我们犹如晴天霹雳……”呼吁观众抵制盗版和将第一次观看影片的体验留给电影院。

## 外部連結
- 互联网电影数据库（IMDb）上《風流一代》的资料（英文）
- 豆瓣电影上《風流一代》的資料 （简体中文）